# Giuseppe Berton
Giuseppe Berton (Marostica, 5 febbraio 1932 – Parma, 25 giugno 2013) è stato un missionario italiano dell'Ordine dei Saveriani; ha vissuto in Sierra Leone a partire dal 1971.
È il fondatore del Family Homes Movement (FHM, Sierra Leone, 1985), Movimento Casa Famiglia votato al recupero di minori in difficoltà. Durante gli anni della guerra civile Padre Giuseppe Berton e il FHM hanno salvato e reintrodotto nella società oltre 3000 bambini soldato.
Padre Giuseppe Berton è anche stato cofondatore, insieme a Roberto Ravera (Psicologo, Primario ASL 1 Imperiese, Italia), di FHM ITALIA Onlus.
FHM ITALIA Onlus è la sorella italiana di FHM Sierra Leone. Con sede in Italia, questa Onlus nasce dalla collaborazione tra Padre Giuseppe Berton e Roberto Ravera, che per anni hanno lavorato insieme per la realizzazione, alla luce delle moderne teorie scientifiche in tema di psicologia e di psicopatologia, di progetti di riabilitazione e inserimento sociale, lavorativo e scolastico di minori abbandonati.
Padre Giuseppe Berton è il protagonista del documentario La Vita Non Perde Valore, grazie al quale nel 2014 la regista viene insignita di un Premio Nazionale sui Diritti Umani (Riconoscimento Speciale a Wilma Massucco - Premio Maria Rita Saulle).

## Documentari
- La vita non perde valore (Titolo, in inglese, Life does not lose its value), di Wilma Massucco[4] (ITA/ENG - 53' - Bluindaco Productions 2012) - Punto chiave del Documentario: è possibile trasformare la sofferenza, anche quando è vasta e profonda come quella degli ex bambini soldato? Se sì, come? Sierra Leone, dieci anni dopo la fine della guerra civile (1991 - 2002): la testimonianza di ex bambini soldato, rimasti per anni vittime del Revolutionary United Front (RUF) - Fronte Rivoluzionario Unito, esercito ribelle della Sierra Leone - e il recupero individuale, familiare e sociale operato su di loro da parte del missionario saveriano Padre Giuseppe Berton. Il documentario è stato analizzato in diverse Università, e oggetto di studio di varie Tesi di laurea[5],[6]
- Infanzia rubata, bambini soldato, bambini soldato in Sierra Leone, diretto da Fiorenzo Raffaini (ITA, Videomission 2000)

## Contributi ad altri documentari
- Padre Giuseppe Berton è una delle persone intervistate nel documentario Cry Freetown (2000),  di Sorious Samura. Il documentario è stato prodotto da CNN Productions e Insight News Television. Alcuni dei bambini soldato intervistati da Sorious Samura in Cry Freetown e recuperati da Padre Berton sono gli stessi ex bambini soldato intervistati, nel 2012, dieci anni dopo, nel documentario La vita non perde valore.
- Padre Giuseppe Berton è stato oggetto di diverse trasmissioni televisive sulle reti nazionali italiane, per esempio RAI3[7], Agenda del Mondo, puntata del 12 Nov 2011 e RAI1, 2006.

## Libri
- Quattro giorni, quarant'anni - focus sull'attività di Padre Giuseppe Berton, durante e dopo la guerra civile (Davide Rondoni, 2006, Itaca Libri)
- Disegni di guerra. La guerra civile in Sierra Leone raccontata dagli ex bambini soldato (Giuseppe Berton, 2000, EMI Ed.)